# 格特-迪特马尔·克劳泽
格特-迪特马尔·克劳泽（德語：Gert-Dietmar Klause，1945年3月25日—），德国男子越野滑雪运动员。他曾代表东德参加1968年、1972年和1976年冬季奥林匹克运动会越野滑雪比赛，其中1976年冬季奥运会获得一枚银牌。